# Богданович Олександр Васильович
Богданович Олександр Васильович (*1820 — †1898) — український державний діяч, віце-губернатор Полтавської губернії, губернатор Воронізької губернії, колезький секретар, дійсний статський радник (таємний радник).

## Біографія
Виховувався в Харківському університеті, але курсу не закінчив, звільнився за домашніми обставинами і вступив в 1838 році на службу до Чугуївського уланського полку, де через три роки став корнетом. У військовій службі пробув до 1849 року, вийшов у відставку з чином штаб-ротмістра.
У 1850 році був обраний дворянством в засідателі Пирятинського повітового суду, а в 1856 році призначений на посаду судді, на якій пробув до 1862 року, виконуючи в той же час обов'язки члена губернського комітету і редакційної комісії зі звільнення селян. 29 листопада 1868 року був призначений Полтавським віце-губернатором (затверджений на посаді 19 грудня 1869) після Юркевича Миколи Ілліча. Також був почесним суддею Пирятинського повіту і почесним громадянином міста Пирятина. 28 жовтня 1878 був призначений на посаду Воронезького губернатора після Оболенського Михайла Олександровича, де пробув досить довго. Після звільнення з цієї посади, був членом ради Міністерства внутрішніх справ Російської імперії.